# ドイツ海軍の潜水戦隊一覧
ドイツ海軍の潜水戦隊一覧では、第一次世界大戦、第二次世界大戦におけるドイツ海軍所属であるUボートの戦隊（潜水艦隊、独:U-Flottille, 英:U-boat Flotillas）の一覧を記述する。
なお、ドイツ海軍における部隊名の翻訳には諸説ある。
古いものでは、デビッド・メイソン、寺井義守（1971年）のUボート艦隊、Uボート部隊、ウェッディーゲン潜水戦隊、Uボート戦隊、ヘルベルト・ヴェルナー、鈴木主税（1974年）の潜水艦隊司令長官、西部Uボート部隊指揮官、第1 Uボート聯隊、世界の艦船（1982年）のUボート部隊、第1潜水隊、ティモシー・P.マリガン、並木均（2011年）のUボート艦隊、第一潜水戦隊といったように様々である。
そうした定訳といって差し支えない語が確認できないことから、当一覧においては、最も新しい並木均による「潜水戦隊」を暫定的に用いている。

## 第一次世界大戦
| 方面                           | 戦隊          | 母港                            | 母港所在国                           |
| ------------------------------ | ------------- | ------------------------------- | ------------------------------------ |
| 高海潜水戦隊                   | 第I潜水戦隊   | ヴィルヘルムスハーフェン        | ドイツ帝国                           |
| フランドル潜水戦隊             | 第II潜水戦隊  | ゼーブルッヘ （ゼーブルージュ） | ベルギー                             |
| 地中海潜水戦隊                 | 第III潜水戦隊 | ポーラ（プーラ）                | オーストリア領 キュステンラント      |
| クールラント潜水戦隊           | 第IV潜水戦隊  | リーバウ （リエパーヤ）         | ドイツ領クールラント （en:Ober Ost） |
| コンスタンティノープル潜水戦隊 | 第V潜水戦隊   | コンスタンティノープル          | オスマン帝国                         |

## 第二次世界大戦
| 戦隊         | 種別      | 母港                  | 母港所在国              |
| ------------ | --------- | --------------------- | ----------------------- |
| 第1潜水戦隊  | 戦闘      | ブレスト              | フランス                |
| 第2潜水戦隊  | 戦闘      | ロリアン              | フランス                |
| 第3潜水戦隊  | 戦闘      | ラ・ロシェル          | フランス                |
| 第4潜水戦隊  | 訓練      | シュテッティン        | ドイツ国                |
| 第5潜水戦隊  | 戦闘/訓練 | キール                | ドイツ国                |
| 第6潜水戦隊  | 戦闘      | サン＝ナゼール        | フランス                |
| 第7潜水戦隊  | 戦闘      | サン＝ナゼール        | フランス                |
| 第8潜水戦隊  | 訓練      | ダンツィヒ            | ポーランド              |
| 第9潜水戦隊  | 戦闘      | ブレスト              | フランス                |
| 第10潜水戦隊 | 戦闘      | ロリアン              | フランス                |
| 第11潜水戦隊 | 戦闘      | ベルゲン              | ノルウェー              |
| 第12潜水戦隊 | 戦闘      | ボルドー              | フランス                |
| 第13潜水戦隊 | 戦闘      | トロンハイム          | ノルウェー              |
| 第14潜水戦隊 | 戦闘      | ナルヴィク            | ノルウェー              |
| 第18潜水戦隊 | 訓練      | ヘラ                  | ポーランド              |
| 第19潜水戦隊 | 訓練      | ピラウ                | ドイツ国                |
| 第20潜水戦隊 | 訓練      | ピラウ                | ドイツ国                |
| 第21潜水戦隊 | 訓練      | ピラウ                | ドイツ国                |
| 第22潜水戦隊 | 訓練      | ゴーテンハーフェン    | ポーランド              |
| 第23潜水戦隊 | 戦闘 訓練 | サラミス島 ダンツィヒ | ギリシャ王国 ポーランド |
| 第24潜水戦隊 | 訓練      | メーメル              | ドイツ国                |
| 第25潜水戦隊 | 訓練      | リーバウ              | ラトビア                |
| 第26潜水戦隊 | 訓練      | ピラウ                | ドイツ国                |
| 第27潜水戦隊 | 訓練      | ゴーテンハーフェン    | ポーランド              |
| 第29潜水戦隊 | 戦闘      | ラ・スペツィア        | イタリア                |
| 第30潜水戦隊 | 戦闘      | コンスタンツァ        | ルーマニア              |
| 第31潜水戦隊 | 訓練      | ハンブルク            | ドイツ国                |
| 第32潜水戦隊 | 訓練      | ケーニヒスベルク      | ドイツ国                |
| 第33潜水戦隊 | 戦闘      | フレンスブルク        | ドイツ国                |

## 戦後
ドイツ海軍：第1潜水戦隊 - エッカーンフェルデ